# タジキスタンの大統領
タジキスタンの大統領（タジキスタンのだいとうりょう、タジク語: Президентҳои Тоҷикистон）は、タジキスタン共和国の元首たる大統領である。

## 概要
タジキスタン共和国の国家元首にして政府の長である。2016年の憲法改正により立候補は30歳から可能で、任期は7年間で1回のみ再選が認められている。ただし、エモマリ・ラフモンについてはこの再選制限はない。

## 選出
直接投票で過半数の得票を獲得した候補者を選出する。立候補者の条件として35歳以上、タジク語が堪能、タジキスタンに10年間居住していることが前提である。

## 権限
大統領制を導入しているため、大統領は国家元首と行政府の長を兼任している。大統領に強大な権限が付与されているが、一部の権限は議会の承認が必要である。ただし、首相は大統領の補佐機関に過ぎない。
- 国軍の最高指揮権
- 首相や最高裁判所長官を含む閣僚の任免権
- 戦争状態及び非常事態宣言の発出
- 外交官の接受
- 恩赦を与える権利
- 国民に勲章、メダル、名誉称号を授与する。
- 国家事業を指導する（経済・情報・憲法・科学・文化など）

## 住居
2008年以来、「パレス・オブ・ネイションズ」 (「コヒ・ミラット」または「ホワイトハウス」とも呼ばれる) は、タジキスタン大統領の公邸となっている。 この官邸にはタジキスタンの歴史的な王、イスマーイール・サーマーニーへの尊敬が示されている。大統領は頻繁に外国の高官や公務員を官邸に迎えたり、正殿で公開行事を開催したりしている。 2008年8月の完成初日に、SCOサミットが開催された。 官邸は500ソモニ紙幣の裏に描かれている。
1992年から2008年までの大統領官邸は、十月革命40周年を記念して1957年に建設され、以前はタジキスタン共産党中央委員会の本部として使われていた建物内にあった。 ソ連時代には、ラウル・カストロ、ホー・チ・ミン、ニキータ・フルシチョフ、レオニード・ブレジネフ、ボリス・エリツィンなどの要人をもてなした。2017年、この建物はドゥシャンベ市長の臨時事務所となった。2020年2月には旧官邸の取り壊しが発表された。

## 大統領の一覧
| タジク・ソビエト社会主義共和国 |                                                 |        |                                 |                                 |                                 |             |                             |
| 代                             | 大統領                                          | 大統領 | 所属政党                        | 期                              | 在任期間                        | 在任期間    | 備考                        |
| 001                            | カハル・マフカモフ Қаҳҳор Маҳкамов              |        | タジキスタン共産党 （ҲКТ）      | 1                               | 1990年11月30日 - 1991年8月31日  | 274日       | 任期満了前に辞任            |
| 00－                           | カドリディン・アスロノフ Қадриддин Аслонов      |        | タジキスタン共産党 （ҲКТ）      | 1                               | 1991年8月31日 - 1991年9月7日    | 7日         | 大統領代行 （最高会議議長） |
| タジキスタン共和国             |                                                 |        |                                 |                                 |                                 |             |                             |
| 大統領                         |                                                 |        |                                 |                                 |                                 |             |                             |
| 代                             | 大統領                                          | 大統領 | 所属政党                        | 期                              | 在任期間                        | 在任期間    | 備考                        |
| 00－                           | カドリディン・アスロノフ Қадриддин Аслонов      |        | タジキスタン共産党 （ҲКТ）      | －                              | 1991年9月7日 - 1991年9月23日    | 16日        | 大統領代行 （最高会議議長） |
| 00－                           | ラフモン・ナビエフ Раҳмон Набиев                |        | タジキスタン共産党 （ҲКТ）      | －                              | 1991年9月23日 - 1991年10月6日   | 13日        | 大統領代行 （最高会議議長） |
| 00－                           | アクバルショ・イスカンダロフ Акбаршо Искандаров |        | タジキスタン共産党 （ҲКТ）      | －                              | 1991年10月6日 - 1991年11月2日   | 27日        | 大統領代行 （最高会議議長） |
| 002                            | ラフモン・ナビエフ Раҳмон Набиев                |        | タジキスタン共産党 （ҲКТ）      | 2                               | 1991年11月2日 - 1992年9月7日    | 310日       | 任期満了前に辞任            |
| 00－                           | アクバルショ・イスカンダロフ Акбаршо Искандаров |        | タジキスタン共産党 （ҲКТ）      | 2                               | 1992年9月7日 - 1992年11月20日   | 74日        | 大統領代行 （最高会議議長） |
| 00－                           | エモマリ・ラフモノフ Эмомалӣ Шарифович          |        | 無所属                          | －                              | 1992年11月20日 - 1994年11月16日 | 1年 + 361日 | 大統領代行 （最高会議議長） |
| 003                            | エモマリ・ラフモノフ Эмомалӣ Шарифович          | 3      | 無所属                          | 1994年11月16日 - 1994年12月10日 | 30年 + 116日                    |             |                             |
| 0(3)                           | エモマリ・ラフモノフ Эмомалӣ Шарифович          | 3      | タジキスタン人民党 （ҲХДТ）     | 1994年12月10日 - 1997年6月25日  | 30年 + 116日                    | 新党結成    |                             |
| 0(3)                           | エモマリ・ラフモノフ Эмомалӣ Шарифович          | 3      | タジキスタン人民民主党 （ҲХДТ） | 1997年6月25日 - 1999年11月6日   | 30年 + 116日                    | 党名変更    |                             |
| 0(3)                           | エモマリ・ラフモノフ Эмомалӣ Шарифович          | 4      | タジキスタン人民民主党 （ҲХДТ） | 1999年11月6日 - 2006年11月6日   | 30年 + 116日                    |             |                             |
| 0(3)                           | エモマリ・ラフモノフ Эмомалӣ Шарифович          | 5      | タジキスタン人民民主党 （ҲХДТ） | 2006年11月6日 - 2007年4月14日   | 30年 + 116日                    |             |                             |
| 0(3)                           | エモマリ・ラフモン Эмомалӣ Раҳмон               | 5      | タジキスタン人民民主党 （ҲХДТ） | 2007年4月14日 - 2013年11月16日  | 30年 + 116日                    | 氏名改称    |                             |
| 0(3)                           | エモマリ・ラフモン Эмомалӣ Раҳмон               | 6      | タジキスタン人民民主党 （ҲХДТ） | 2013年11月16日 - 2020年10月30日 | 30年 + 116日                    |             |                             |
| 0(3)                           | エモマリ・ラフモン Эмомалӣ Раҳмон               | 7      | タジキスタン人民民主党 （ҲХДТ） | 2020年10月30日 - （現職）       | 30年 + 116日                    |             |                             |